# シカゴ (防護巡洋艦)
シカゴ (USS Chicago) は、アメリカ海軍の防護巡洋艦。艦名はイリノイ州シカゴに因む。「新海軍 New Navy」のために議会によって認可された最初の3隻の内最大の艦。

## 艦歴
シカゴは1883年12月29日にペンシルベニア州チェスターのジョン・ローチ・アンド・サンズ社で起工する。1885年12月5日にイーディス・クレボーン（海軍医監カスバート・J・クレボーンの娘）によって命名、進水し、1889年4月17日に艦長H・B・ロブソン大佐の指揮下就役した。
就役後1889年12月7日にボストンを出航し、12月21日にポルトガルのリスボンに到着した。シカゴは発展艦隊の旗艦として1890年5月31日までヨーロッパ海域および地中海で活動し、その後マディラ諸島のフンシャルに向けて出航、ブラジルおよび西インド諸島の港を訪問した後7月29日にニューヨークに帰還した。
シカゴは発展艦隊の、後には北大西洋戦隊の旗艦として北アメリカと南アメリカの東海岸沿いおよびカリブ海で1893年まで活動した。1983年4月にハンプトン・ローズで行われた国際観艦式に参加後、6月18日にニューヨークを出航しヨーロッパおよび地中海で、ヨーロッパ・ステーションの旗艦として巡航した。この配備の間、アルフレッド・セイヤー・マハンが艦長としてシカゴを指揮した。シカゴは1895年3月20日にニューヨークに帰還し、5月1日に予備役となった。
1898年12月1日に再就役したシカゴは、カリブ海への短期巡航の後1899年4月18日にヨーロッパ・ステーションに向かう。9月27日ニューヨークに帰還し、10月2日にはジョージ・デューイ提督の祝賀パレードに参加した。シカゴは11月25日にニューヨークを出航、南アジアステーションの旗艦として1901年7月初めまで拡張巡航を行った。シカゴは戦隊と共に北ヨーロッパ、地中海、カリブ海で活動し、1903年8月1日にニューヨークのオイスター・ベイに移動、大統領の観閲を受ける。
シカゴは1903年12月3日から1904年8月15日まで予備役としてボストンで修理が行われた。北東海岸部で単独作戦行動を行った後、1904年11月17日にニューポート・ニューズを出航しチリのバルパライソに向かい、12月28日に到着した。バルパライソで1905年1月1日にニューヨーク (USS New York, ACR-2) とアジアステーションの旗艦任務を交代した。1906年、シカゴはサンフランシスコ地震の被災者救援に重要な役割を果たした。シカゴは20,000名の難民をティブロンに輸送し、その輸送実績は1940年のダイナモ作戦での奇跡的な撤退まで超えられなかった。
1908年1月8日、シカゴはサンディエゴを出航し東海岸へ向かう。5月に海軍兵学校の訓練戦隊に加わり8月27日まで北東海岸沿いに夏の訓練巡航を行い、その後予備役となる。翌年再就役し、1909年5月14日から8月28日まで東海岸沿いに再び訓練巡航を行う。1910年1月4日にアナポリスを出航し、1月23日にボストンに到着した。その後予備役状態となり、1916年4月12日までマサチューセッツ海軍民兵と共に訓練を行い、1916年4月26日から1917年4月までペンシルベニア海軍民兵と共に訓練を行った。
1917年4月6日、シカゴは完全就役状態でフィラデルフィアに置かれ、大西洋艦隊潜水艦部隊の旗艦となる。1919年7月10日に太平洋の第2巡洋艦分艦隊に旗艦として合流するためにニューヨークを出航した。1920年に CA-14 （重巡洋艦）の艦籍番号が与えられ、1921年には CL-14 （軽巡洋艦）に艦種変更された。1919年12月から1923年9月までシカゴは第14潜水艦分艦隊に所属し、真珠湾の潜水艦基地で母艦任務に就いた。
シカゴは真珠湾で1923年9月30日に退役し、1928年7月16日に アルトン (USS Alton, IX-5) と改名、雑役艦に艦種変更される。アルトンは1935年まで新兵収容艦として使用され、1936年5月15日に売却された。その後はホノルルからサンフランシスコへ牽引される途中、1936年7月に太平洋中部で倒壊、沈没した。